# HD 96557
HD 96557，又名CD-31 8776，SAO 202100、HR 4324，是一颗恒星，视星等为6.59，位于銀經278.74，銀緯25.34，其B1900.0坐标为赤經11h 2m 21.8s，赤緯-32° 25.34′ 42″。